# Tripsacum zopilotense
Tripsacum zopilotense là một loài thực vật có hoa trong họ Hòa thảo. Loài này được Hern.-Xol. & Randolph miêu tả khoa học đầu tiên năm 1950.